# Masataka Tamura
Masataka Tamura (田村 仁崇 Tamura Masataka?), född 12 januari 1988 i Okayama prefektur, är en japansk fotbollsspelare.
Tamura började sin karriär 2006 i Kyoto Purple Sanga (Kyoto Sanga FC). Efter Kyoto Sanga FC spelade han för Tochigi SC, Tochigi Uva FC och SC Sagamihara. Han avslutade karriären 2015.